# Dan O'Herlihy
Daniel "Dan" O'Herlihy, född 1 maj 1919 i Wexford, Irland, död 17 februari 2005 i Malibu, Kalifornien, var en irländsk skådespelare. O'Herlihy har bland annat spelat noterbara roller i Robinson Crusoe (1954), Bombsäkert (1964), Waterloo (1970), Alla helgons blodiga natt 3 (1982), RoboCop (1987) och Twin Peaks (1991).
Dan O'Herlihy utbildade sig till arkitekt vid National University of Ireland. Han började sin karriär vid Dublins Abbey Players och på irländsk radio. Filmdebut 1946 i den brittiska filmen Hungry Hill. 1948 kom han till Hollywood. O'Herlihy var en okonventionell skådespelare, ofta i tystlåtna, ibland osympatiska roller. Hans mest minnesvärda roll är som Crusoe i Luis Buñuels Robinson Crusoe (1954), för vilken han nominerades för en Oscar för bästa manliga huvudroll.

## Filmografi i urval
- 1946 – Hungry Hill
- 1947 – En natt att leva
- 1948 – Macbeth
- 1951 – Rommel - ökenräven (ej krediterad)
- 1954 – Robinson Crusoe
- 1955 – Jungfrudrottningen
- 1958 – Hemma före mörkret
- 1959 – Den stora lögnen
- 1964 – Bombsäkert
- 1970 – Waterloo
- 1982 – Alla helgons blodiga natt 3
- 1984 – The Last Starfighter
- 1987 – Robocop
- 1990 – Robocop 2
- 1991 – Twin Peaks (TV-serie) (sex avsnitt)
- 1998 – The Rat Pack